# Списак генерала и адмирала Југословенске војске: А и Б
Списак генерала и адмирала Југословенске војске (ВКЈ) чије презиме почиње на слова А и Б, за остале генерале и адмирале погледајте Списак генерала и адмирала Југословенске војске.
напомена:
Генералски, односно адмиралски чинови у ЈВ су били — војвода, армијски генерал (адмирал), дивизијски генерал (вице-адмирал) и бригадни генерал (контра-адмирал). 

### А
- Коста Адамовић (1886—1955), дивизијски генерал. Одведен у заробљеништво 1941. године, после рата није наставио службу.
- Милан Анђелић (1881—1963), судски генерал. Активна служба у ВКЈ престала му је 1939.
- Душан Анђелковић (1886—1949), пешадијски бригадни генерал. Одведен у заробљеништво 1941. године. Пензионисан 1946.
- Миливоје Алимпић (1884—1975), дивизијски генерал. Одведен у заробљеништво 1941. године, после рата није наставио службу.
- др Светозар Андрић (1867—1937), санитетски бригадни генерал. Активна служба у ВКЈ престала му је 1932. године. Преведен у резерву.
- Велизар Антић (1885—1938), дивизијски генерал. Преминуо на дужности.
- Јован Антић (1886—1966), дивизијски генерал. Одведен у заробљеништво 1941. године, после рата није наставио службу.
- Милан Антић (1879—1958), судски генерал. Одведен у заробљеништво 1941. године, после рата није наставио службу.
- Милисав Антонијевић. (1883—1958), артиљеријски бригадни генерал.
- Коста Антоновић (1883—1933), пешадијски бригадни генерал. Активна служба у ВКЈ престала му је 1932.
- Драгомир Антула (1873—1947), судски бригадни генерал. Активна служба у ВКЈ престала му је 1927.
- Ђорђе Аранђеловић (1884—?), дивизијски генерал. Активна служба у ВКЈ престала му је 1940. године. Преведен у резерву. Реактивиран 1941. Одведен у заробљеништво 1941. године, после рата није наставио службу.
- Никола Аранђеловић (1876—1963), инжињеријски бригадни генерал. Активна служба у ВКЈ престала му је 1932.
- Петар Арачић (1885—1958), дивизијски генерал. Активна служба у ВКЈ престала му је 1940. Реактивиран 1941. Одведен у заробљеништво 1941. године, после рата није наставио службу.
- Богумил Армич (1890—1941), артиљеријски бригадни генерал. Преминуо на дужности.
- Милан Атанацковић (1880—1936), артиљеријски бригадни генерал. Активна служба у ВКЈ престала му је 1927.
- Јован Аћимовић (1886—1943), артиљеријски бригадни генерал. Одведен у заробљеништво 1941. године.

### Б
- Живојин Бабић (1869—1938), коњички бригадни генерал. Активна служба у ВКЈ престала му је 1925. године. Преведен у резерву.
- Љубивоје Барјактаревић (1866—1944), дивизијски генерал. Активна служба у ВКЈ престала му је 1927. године.
- Павле Барјактаревић (1891—1956), артиљеријски бригадни генерал. Одведен у заробљеништво 1941. године, после рата није наставио службу.
- Стојан Беговић (1884—1938), инжињерски бригадни генерал. Активна служба у ВКЈ престала му је 1932. године.
- Владимир Белић (1877—1943), дивизијски генерал. Активна служба у ВКЈ престала му је 1936. године. Одведен у заробљеништво 1941. године.
- Емило Белић (1877—1942), армијски генерал. Активна служба у ВКЈ престала му је 1940. године.
- Данило Белимарковић (1882—1940), пешадијски бригадни генерал. Активна служба у ВКЈ престала му је 1934. године. Преведен у резерву.
- Љубомир Белимарковић (1885—?), коњички бригадни генерал. Активна служба у ВКЈ престала му је 1935. године. Реактивиран 1941. Одведен у заробљеништво 1941. године, после рата није наставио службу.
- Драгољуб Благојевић (1881—1968), артиљеријски бригадни генерал. Активна служба у ВКЈ престала му је 1930. године.
- Љубивоје Благојевић (1891—1966), интендански бригадни генерал. Одведен у заробљеништво 1941. године, после рата није наставио службу.
- Михаило Боди (1884—1953), дивизијски генерал. Реактивиран 1941. Одведен у заробљеништво 1941. године, после рата није наставио службу.
- Ђорђе Божиновић (1878—?), пешадијски бригадни генерал. Активна служба у ВКЈ престала му је 1934. године.
- Душан Божић (1885—1962), дивизијски генерал. Одведен у заробљеништво 1941. године, после рата није наставио службу.
- Живорад Божић (1885—1944), дивизијски генерал. Одведен у заробљеништво 1941. године, после заробљеништва прикључио се ЈВуО.
- Петар Бојовић (1858—1945), војвода. Активна служба у ВКЈ престала му је 1921. године. Реактивиран 1941.
- Стеван Бошковић (1868—1957), геодетски генерал. Активна служба у ВКЈ престала му је 1938. године.
- Марко Божовић (1890—1974), пешадијски бригадни генерал. Избегао заробљавање 1941. године, после рата није наставио службу.
- Илија Брашић (1882—1951), армијски генерал. Одведен у заробљеништво 1941. године, после рата није наставио службу.
- Радојко Бркић (1883—?), пешадијски бригадни генерал. Активна служба у ВКЈ престала му је 1933. године. Преведен у резерву. Реактивиран 1941.
- Ђорђе Булић (1883—1960), пешадијски бригадни генерал. Одведен у заробљеништво 1941. године, после рата није наставио службу.